# Улица Лейтенанта Шмидта (Одесса)
Улица Лейтенанта Шмидта — улица Одессы, в исторической части города, от Большой Арнаутской улицы до Итальянского бульвара.

## История

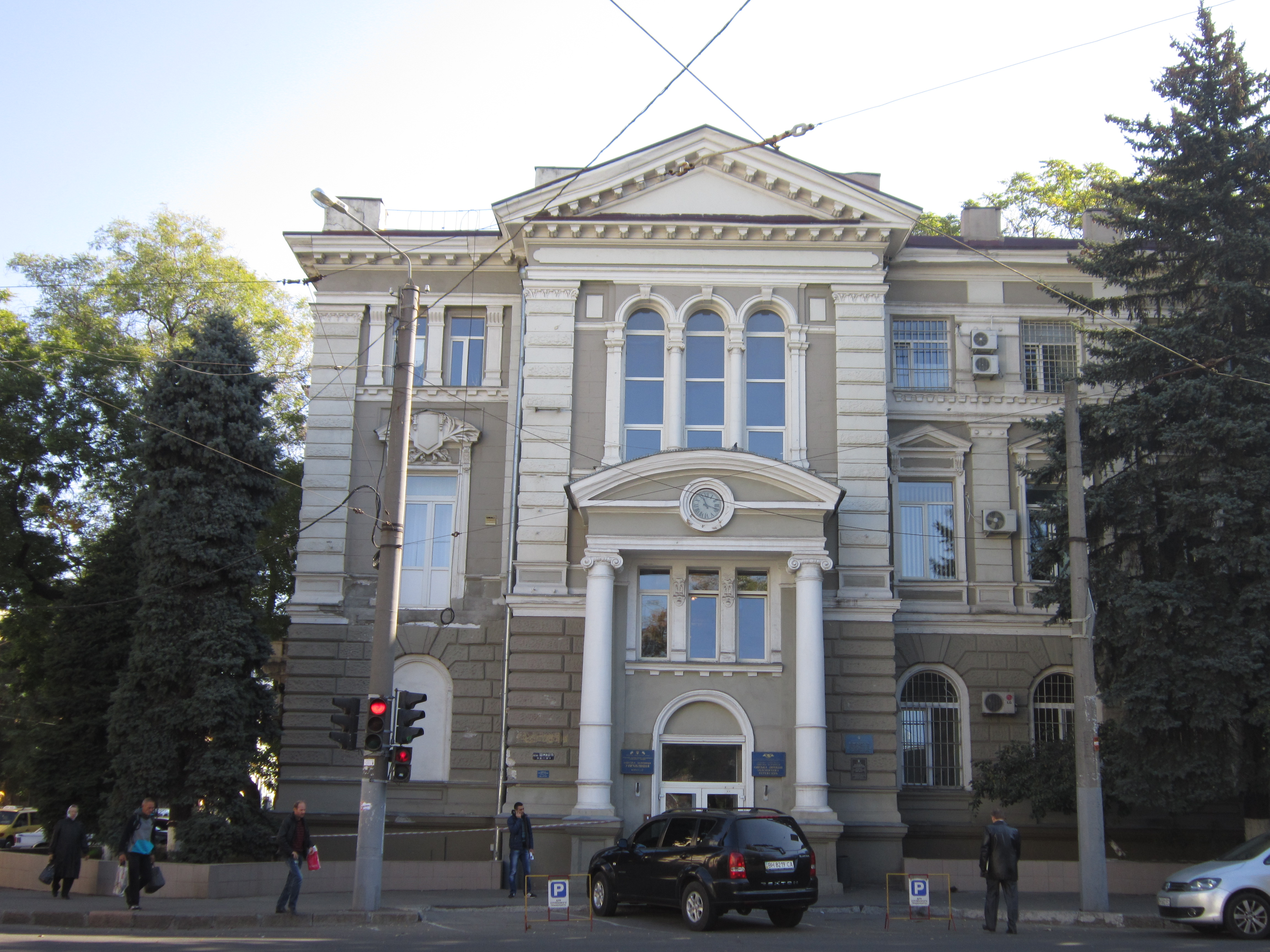
здание Земской управы

Первоначальное название — Тюремный переулок — по находившемуся здесь тюремному учреждению (архитектор Ф. К. Боффо, 1819—1825). 22 марта 1882 года в 5 часов утра в ограде Одесского тюремного замка были повешены народовольцы Халтурин и Желваков.
В 1894 году тюрьму перевели в новое здание на дорогу к Люстдорфу, а освободившуюся территорию начали застраивать и в 1899 году закончили спроектированное архитектором Н. К. Толвинским трехэтажное здание Земской управы. В 1902 году улицу назвали Земской.
В 1886 году на углу с Ново-Рыбной улицей (ныне — Пантелеймоновская улица) по проекту Ю. Дмитренко возвели Афонское Андреевское подворье. В паломническом доме подворья останавливались К. Паустовский и А. Грин.
В советское время — Красноармейская. В 1946 году, в связи с переименованием носившей в то время имя Шмидта улицы в проспект Сталина, улицей лейтенанта Шмидта стала Красноармейская.

## Достопримечательности

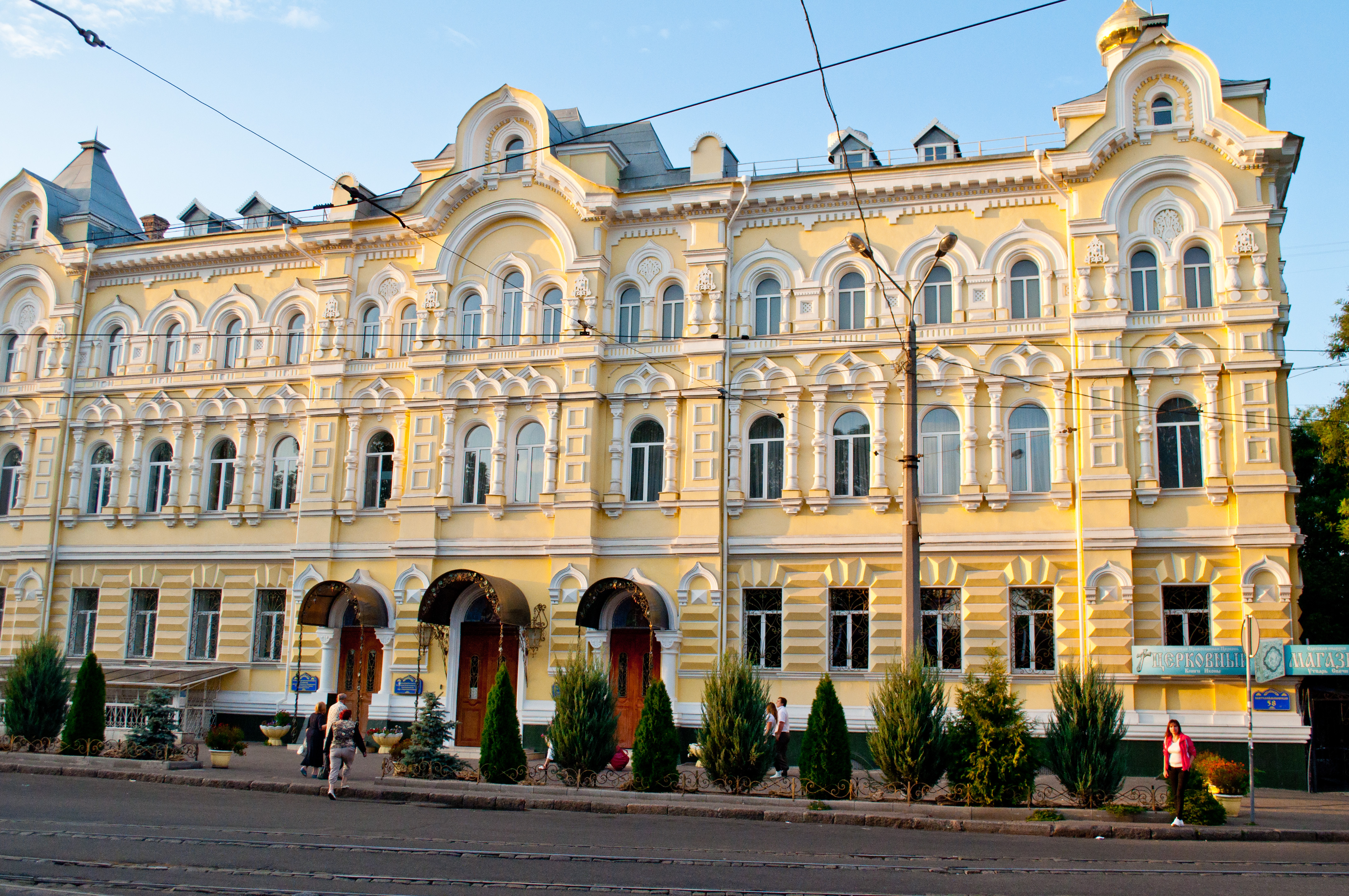
Афонское Андреевское подворье